# Młyn w Lubcu
Młyn w Lubcu – młyn wodny zbożowy nad Pilsią wybudowany ok. 1924 r., znajdujący się przy drodze wojewódzkiej nr 483, w pobliżu miejscowości Lubiec, w powiecie bełchatowskim, w województwie łódzkim. Obiekt jest wpisany do gminnej ewidencji zabytków gminy Szczerców.

## Historia miejsca
Młyny wodne oraz tartaki wodne istniały w tej lokalizacji od niepamiętnych czasów. W drugiej połowie XIX w. istniała tu papiernia nazywana „Antoniówką” lub „Piłą”. Po likwidacji papierni budynki i urządzenia wodne były użytkowane przez fabrykę tektury, a następnie młyn zbożowy.

## Obecny młyn
Obecnie istniejący budynek młyna został wybudowany ok. 1924 r. jako budynek murowany z cegły, jednopiętrowy, z dachem dwuspadowym krytym papą. Przylegała do niego parterowa przybudówka od strony zachodniej oraz turbinownia od strony północnej (obecnie zawalona). Młyn był poruszany turbiną wodną i wyposażony w 2 pary walców oraz 1 parę kamieni młyńskich dla przerobu zboża i łubinu na śrutę dla inwentarza i ryb. W okresie międzywojennym moc przemiałowa młyna wynosiła ok. 3-3,5 t zboża na dobę. Stanowił wówczas własność majątku ziemskiego. W okresie II wojny światowej był czynny z krótkimi przerwami. W okresie PRL został upaństwowiony. W 1960 r. został znacznie zniszczony przez pożar. W 1967 r. odnowiono budynek na użytej magazynu paszy i sprzętu rybackiego działającego pod zarządem gospodarstwa rybnego PGR-Kluki. W 2024 r. jest nieczynny i niezagospodarowany.